# Ileostomia

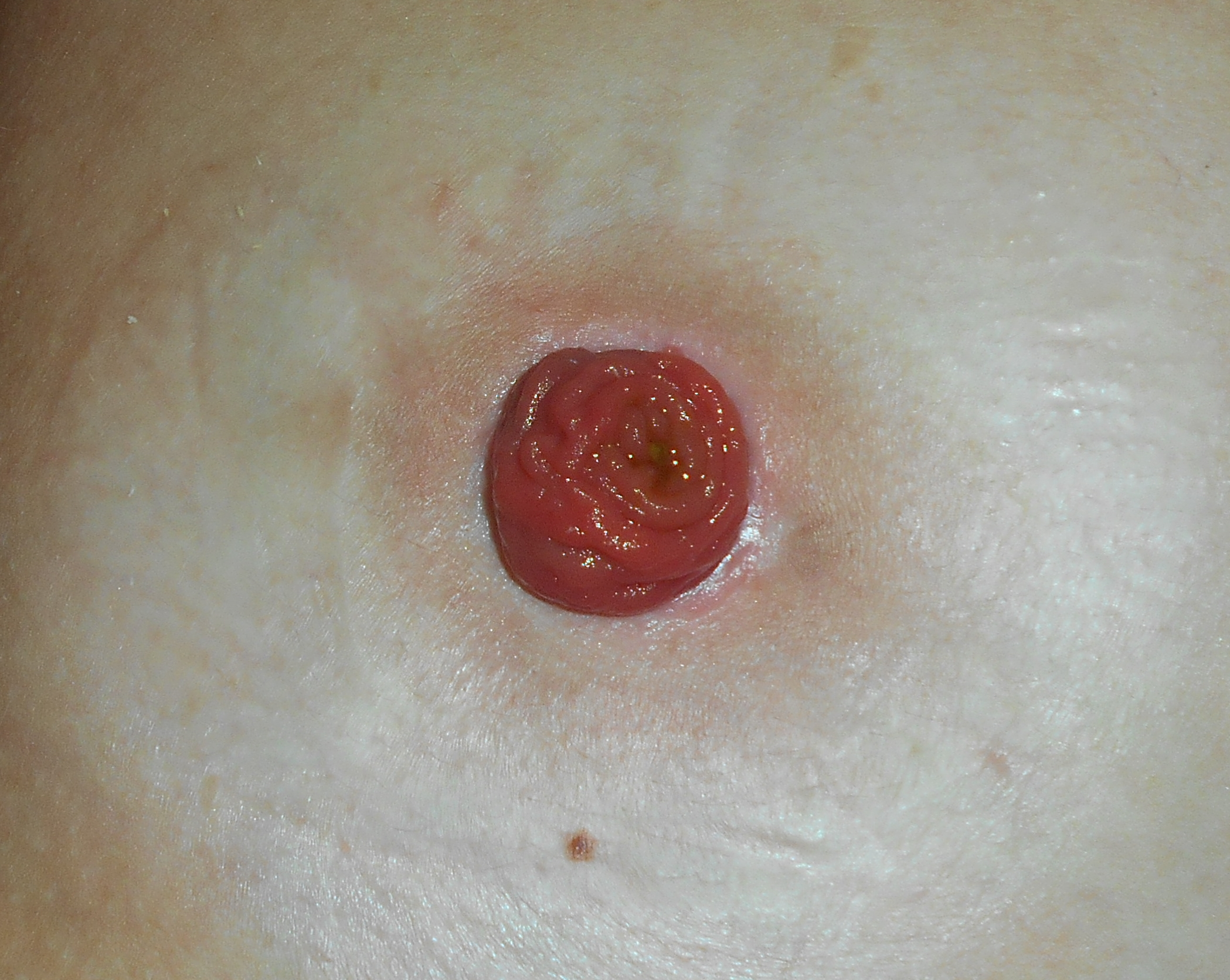
Ileostomia.

Ileostomia – stomia wytworzona na jelicie cienkim, czyli operacyjne wyprowadzenie światła jelita cienkiego na powierzchnię brzucha, umożliwiające wydalanie płynnej treści jelitowej. Po przecięciu jelita jego koniec zostaje wynicowany tak, że na zewnątrz jest śluzówka, i przyszyty do skóry. Zazwyczaj umieszczana jest po prawej stronie brzucha, nieco poniżej pępka.

## Przyczyny wytworzenia ileostomii
Ileostomię najczęściej wykonuje się w następstwie usunięcia całego jelita grubego razem z odbytem, co uniemożliwia gromadzenie się kału w naturalnym wewnętrznym zbiorniku, jakim jest odbytnica i kontrolowanie jego wydalania za pomocą zwieraczy odbytu. Konieczne jest wtedy utworzenie nowej drogi wydalania stolca, która umożliwiałaby pacjentowi możliwie jak najlepszy komfort, gdyż płynny stolec wydostaje się z jelita cienkiego w sposób całkowicie niekontrolowany. Rozwiązaniem w tej sytuacji jest wyłonienie końca jelita i tym samym umożliwienie spływu stolca do sztucznych zewnętrznych zbiorników, czyli worków stomijnych, naklejanych na skórę wokół przetoki.
Całkowite usunięcie jelita grubego (proktokolektomia) najczęściej jest konieczne w przebiegu zaostrzeń wrzodziejącego zapalenia jelita grubego, choroby Leśniowskiego-Crohna, a także z powodu polipowatości rodzinnej. Czasami konieczność usunięcia jelita grubego jest spowodowana wadami wrodzonymi lub chorobami genetycznymi.
Wyłonienie ileostomii może być też następstwem usunięcia fragmentu jelita cienkiego, np. z powodu jego nowotworu.
Ileostomia zazwyczaj wykonywana jest na stałe, choć czasami, jeżeli pozostawione są zwieracze odbytu, możliwe jest odtworzenie naturalnej drogi wydalania poprzez uformowanie z końcowej części jelita cienkiego wewnętrznego zbiornika (poucha) i połączenie go z odbytem.

## Dieta przy ileostomii
Usunięcie całości jelita grubego może być przyczyną odwodnienia i zaburzeń elektrolitowych (jelito cienkie po wykonaniu ileostomii wprawdzie "uczy się" wchłaniać wodę, ale nigdy w takim stopniu jak jelito grube), dlatego przy ileostomii konieczne jest picie dużej ilości płynów (co najmniej 2 litry dziennie) i uzupełnianie elektrolitów. Picie zbyt małej ilości wody powoduje szybkie odwodnienie, osłabienie, złe samopoczucie, uczucie ciągłego zmęczenia i łatwej męczliwości, poza tym może powodować zarówno zaparcia, jak i biegunki. Najlepiej pić niegazowaną wodę mineralną, soki, ziołowe herbatki, ale można też bez przeszkód pić kawę i zwykłą herbatę. Alkohol nie jest zabroniony, ale niewskazany.
Poza tym ileostomicy nie muszą przestrzegać żadnej specjalnej diety, jedynie na niektóre rzeczy należy zwracać większą uwagę. Czasami pacjentom stomijnym zdarzają się bolesne blokady (zaparcia) albo biegunki, które są szczególnie niebezpieczne właśnie u nich. By im zapobiegać, należy pić dużo płynów, posiłki spożywać w spokoju i dokładnie przeżuwać pokarmy. Zalecane jest, aby zamiast 2-3 dużych posiłków dziennie spożywać 4-6 mniejszych posiłków.
W przypadku usunięcia fragmentu jelita cienkiego, pacjenci mogą mieć również problemy z wchłanianiem pokarmów (skrócone jelito ma mniejsze możliwości trawienne). Im większa część jelita została usunięta, tym większe powoduje to zaburzenia (zespół krótkiego jelita). Czasami, gdy pozostawiony kawałek jelita cienkiego nie jest w stanie przyswajać pokarmów w ilości wystarczającej do życia, konieczne jest żywienie pozajelitowe (dożylne).

### Zaparcie (blokada stomii)
Zaparcie (blokada) u ileostomika najczęściej jest spowodowane błędem żywieniowym lub niestrawnością. Ileostomia przestaje wydalać stolec, następuje wzdęcie brzucha i odczuwa się silny ból kolkowy, napływający falami. Zaparcie może trwać od kilkunastu godzin do kilku dni, zazwyczaj mija samoistnie.
Blokadę mogą powodować niektóre produkty spożywcze, jednak w dużym stopniu zależy to od indywidualnych możliwości jelita. Zdarza się tak, że produkty, które u jednego ileostomika powodują bolesne zaparcia, inny pacjent może bez przeszkód jeść. Niektóre produkty jednak powodują zaparcia u większości pacjentów z ileostomią, dlatego należy na nie uważać (wprowadzać do jadłospisu powoli, najpierw w małych ilościach i obserwować, czy nie powodują problemów). Są to przede wszystkim: surowe jabłka, popcorn (prażona kukurydza), pomarańcze, mandarynki, grejpfruty (ale soki ze wszystkich owoców można pić bez ograniczeń), grzyby, orzechy, wiórki kokosowe, mak, szczypiorek.

Powoli wprowadzać do jadłospisu po operacji należy też wszystkie inne surowe owoce i warzywa, ale zazwyczaj nie ma z nimi większych problemów.
W czasie trwania zaparcia należy ograniczyć jedzenie, pić dużo wody. Bardzo pomocne może być masowanie lub delikatne uciskanie brzucha, a także ćwiczenia – "brzuszki" lub przysiady. Przy dłużej trwających blokadach konieczne może być udanie się do lekarza, gdyż może to spowodować nawet niedrożność jelit.

### Biegunka
Treść wydobywająca się z ileostomii zawsze jest półpłynna. Pierwsze tygodnie po operacji jest nawet bardzo rzadka, z czasem jelito cienkie "uczy się" wchłaniać wodę i stolec jest gęstszy. Nigdy jednak nie będzie zupełnie gęsty ani uformowany jak u zdrowej osoby, która ma całe jelito grube.
Pod pojęciem "biegunka" rozumiemy stan, gdy stolec wyraźnie zmienił konsystencję na rzadszą niż dotychczas i jest go znacznie więcej. Przy ostrej biegunce, gdy stolec jest rzadki prawie tak jak woda, należy szybko skontaktować się z lekarzem, gdyż grozi to poważnym odwodnieniem.
Biegunki mogą być spowodowane zatruciem pokarmowym, błędem żywieniowym (ciężkostrawne potrawy), piciem zbyt małej ilości wody.

## Pielęgnacja ileostomii

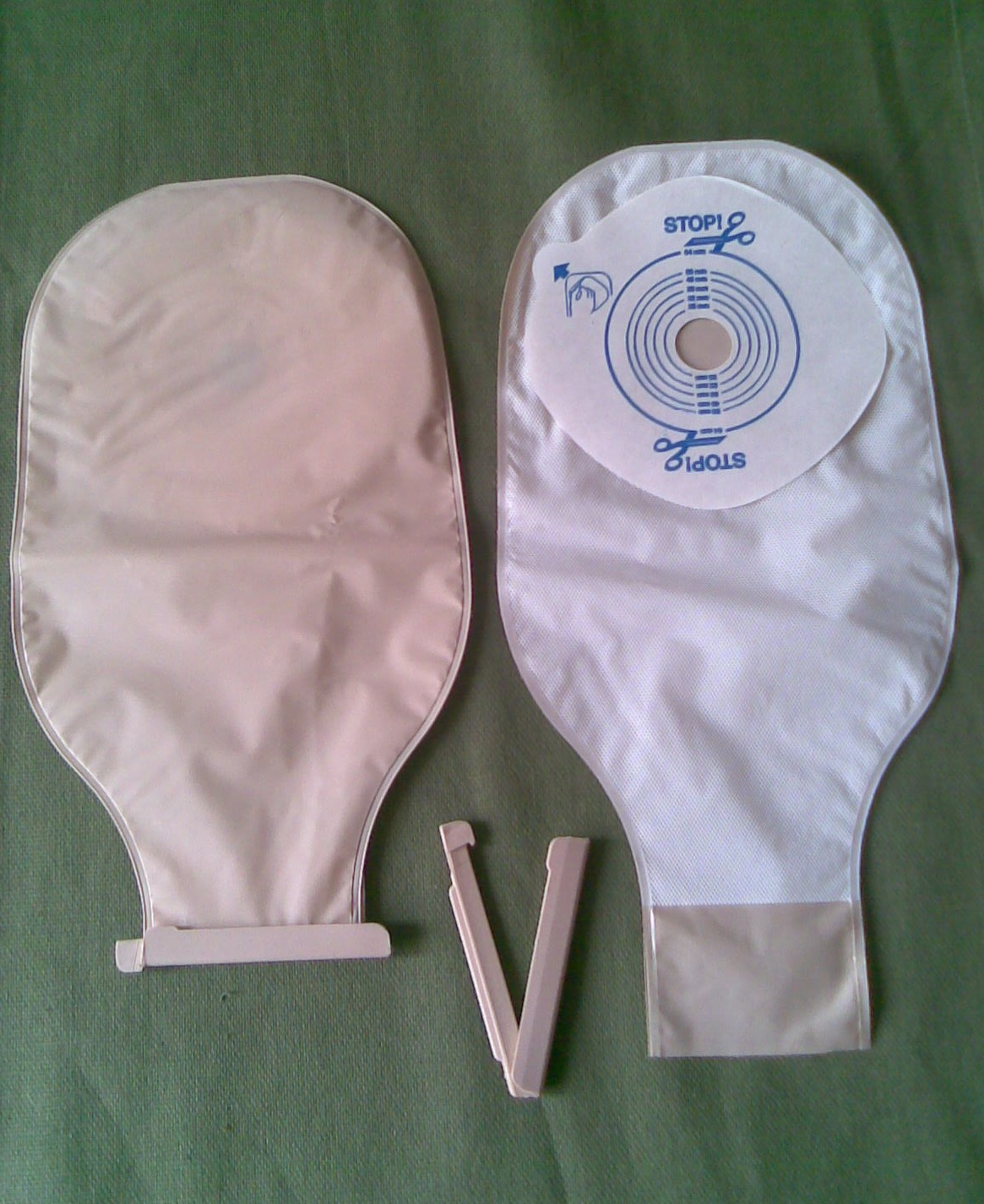
Worki ileostomijne (jednoczęściowe)

Wydalanie kału z ileostomii jest całkowicie niekontrolowane (niezależne od woli), ponadto stolec wydobywający się z niej zawsze jest płynny lub półpłynny, stąd konieczne jest stałe zaopatrzenie przetoki w specjalne woreczki ileostomijne, naklejane na skórę, do których zbiera się kał. Wyróżniamy sprzęt dwuczęściowy (płytka naklejana na skórę + worki, które nakleja się na płytkę i wymienia dowolnie często bez konieczności odrywania płytki od skóry) oraz jednoczęściowy (woreczki naklejane bezpośrednio na skórę). Firmy produkujące sprzęt stomijny (ConvaTec, Coloplast, B Braun, Dansac) oferują wiele jego rodzajów, co umożliwia dobranie (najlepiej przez pielęgniarkę stomijną) optymalnego, najlepszego dla danego pacjenta typu.
Worek stomijny nakleja się na dokładnie oczyszczoną i wysuszoną skórę wokół stomii. Bardzo ważne jest uprzednie jak najdokładniejsze dopasowanie (wycięcie) otworu w części samoprzylepnej worka (zwanej przylepcem) do rozmiaru i kształtu stomii – zbyt duży otwór powoduje dostawanie się żrącej treści jelitowej między ileostomię a brzeg przylepca, a w efekcie podrażnienia skóry i przeciekanie bądź odklejanie się worka stomijnego. Skórę wokół stomii należy myć jedynie czystą wodą, ewentualnie z dodatkiem szarego mydła. Bardzo przydatne w pielęgnacji skóry wokół ileostomii są rozmaite środki pomocnicze, dostępne w ramach limitu na sprzęt stomijny:
- gaziki ułatwiające czyszczenie skóry z treści jelitowej i resztek sprzętu stomijnego
- pasty, kremy, pudry, gaziki gojące podrażnienia
- pasty uszczelniające, kleje tzw. "druga skóra", gaziki zwiększające przyczepność worków stomijnych

Worki ileostomijne mają tę zaletę w porównaniu z kolostomijnymi, że są otwierane u dołu, dzięki czemu gdy woreczek wypełnia się, można go opróżniać bez konieczności wymiany na nowy.
Ileostomicy, w przeciwieństwie do pacjentów z kolostomią, nie mogą wykonywać irygacji, które pozwalają na częściową regulację wypróżnień.
W razie problemów z pielęgnacją stomii i doborem odpowiedniego sprzętu stomijnego, należy skontaktować się z pielęgniarką stomijną bądź chirurgiem.

## Powikłania ileostomii[4]

### Dermatologiczne
Miejscowe powikłania dermatologiczne występują bardzo często po wyłonieniu ileostomii, szczególnie w początkowym okresie, gdy przetoka wydziela większe ilości drażniącej treści, a także w przypadku nieprawidłowej pielęgnacji skóry wokół stomii.
Treść wydostająca się z ileostomii, czyli światła jelita cienkiego, stale jest płynna lub półpłynna i zawiera duże ilości kwasów żółciowych i soku trzustkowego, które niszczą skórę w okolicy przetoki, dlatego ileostomicy, dużo częściej niż pacjenci posiadający inne stomie, mogą mieć problemy z nadżerkami skóry wokół stomii oraz nieszczelnością sprzętu stomijnego, co niekiedy bardzo utrudnia codzienne życie.
Podrażnienia skóry wokół stomii mogą być spowodowane zarówno żrącym działaniem treści jelitowej, mającej kontakt ze skórą, jak i miejscowymi reakcjami alergicznymi na składniki płytki worka stomijnego lub środków pomocniczych (past, pudrów itp.). Uczulenia na sprzęt stomijny zdarzają się jednak coraz rzadziej, nowoczesny sprzęt wykonywany jest z substancji hypoalergicznych.

### Chirurgiczne
Powikłania chirurgiczne występują znacznie rzadziej, należą do nich:
- niedokrwienie stomii
- martwica stomii (zwykle spowodowana jej niedokrwieniem)
- wypadanie stomii (związane najczęściej z niewłaściwym jej przymocowaniem do powłok brzusznych)
- wpadanie (wciągnięcie) stomii – może być spowodowane niedostatecznym "uwolnieniem" jelita w trakcie operacji, a w efekcie nadmiernym jego napięciem (wciągnięcie następuje w tym przypadku już w okresie pooperacyjnym). W późniejszym okresie wpadanie stomii może być skutkiem znacznego wzrostu masy ciała, blokadą stomii, przepukliną. Powikłanie to bardzo utrudnia zaopatrzenie przetoki w sprzęt stomijny, a czasami zmusza do interwencji chirurgicznej.
- zakażenie okołostomijne lub przetoka okołostomijna
- przepuklina okołostomijna (występuje znacznie rzadziej niż przy kolostomii)